# Kvadrat (köpcentrum)

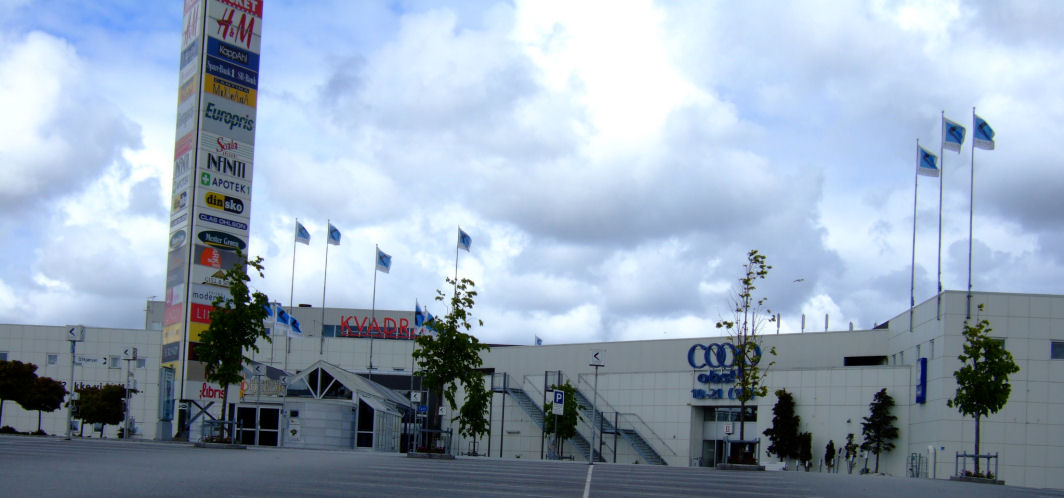
Köpcentrumet Kvadrat.

Kvadrat är ett stort köpcentrum på Lura i Sandnes i Rogaland, och rymmer 155 butiker. Kvadrat öppnade 1984 i de tidigare lokalerna till Sandnes Støperi, men har genomgått flera tillbyggnader samt, 1998, en ombyggnad. Kvadrat är världens enda köpcentrum med egen musikkår, Kvadrat Musikkorps.